# Interpretación de la esquizofrenia
Interpretación de la esquizofrenia (primera edición, 1955) es un libro escrito por el  psiquiatra Silvano Arieti (1914-1981) que ganó el Premio Nacional de Escritura en el ámbito científico de 1975 en los Estados Unidos.  En el prólogo de Interpretación de la esquizofrenia Arieti dice que se ha enfocado a estudiar la etiología de la esquizofrenia desde el punto de vista psicológico (más bien que el biológico). En la edición ganadora del libro (1974) Arieti expandió la versión original (traducida al castellano por Editorial Labor en 1965).

## Resumen
La última versión de Interpretación de la esquizofrenia es un libro de 756 páginas dividido en 45 capítulos.
Arieti inicia su libro aseverando que es difícil definir la esquizofrenia.  Se pregunta si la esquizofrenia es una enfermedad y responde en negativo, dado que el trastorno no es comprensible bajo el criterio clásico de Rudolf Virchow sobre patología celular (esto puede decirse incluso en el siglo XXI a pesar de los avances en neurociencia).  Aunque la cantidad de quienes buscan una  base biológica de la esquizofrenia es mucho mayor que quienes siguen una línea  psicológica, Arieti comparte el  punto de vista minoritario.  Cree que la esquizofrenia es una manera irreal de representar tanto al yo interno como a la realidad empírica, y elogia al psiquiatra Adolf Meyer por subrayar la importancia de los factores psicológicos en la etiología de la esquizofrenia.  Arieti también menciona que Freud sintió que en la esquizofrenia la relación del paciente con la gente se encuentra lisiada (una observación que se asemeja a lo que actualmente se llama autismo).  

## Causas  familiares
Arieti luego describe los factores psicogénicos que conducen al trastorno. El medio familiar y la psicodinámica en la etiología de la psicosis son objeto de escrutinio. Arieti describe la construcción de los mecanismos  neuróticos y psicóticos de defensa, la emergencia de la personalidad esquizoide, y la esquizofrenia completamente desarrollada entendida como una lesión al  yo interno.  Arieti asevera que un estado de extrema ansiedad originado en la temprana infancia produce vulnerabilidad para el resto de la vida del individuo.
Una característica del Homo sapiens es su prolongada infancia con su consecuente larga dependencia de adultos.  Según Arieti, “esa es la base de la psicodinámica de la esquizofrenia”, una aseveración que aparece también en escritores posteriores sobre el abuso infantil como los de Alice Miller y Colin Ross. Arieti reseña el artículo de 1948 de Frieda Fromm-Reichmann sobre las madres “esquizógenas” y llega a la tentativa conclusión que en su experiencia clínica solo el 25 por ciento de las madres de esquizofrénicos concordaban con tal imagen. Sin embargo, añade que solo en una minoría de los casos de esquizofrenia “el hijo es capaz de retener una imagen maternal buena”.  Arieti también menciona el trabajo de Theodore Lidz, otro autor del  modelo del trauma sobre la esquizofrenia.  Al igual que Lidz, Arieti enfatiza la debilidad del padre del paciente esquizofrénico en los roles parentales. En palabras de Arieti:
En la primera edición de este libro describí una constelación familiar [...] cuando una madre regañona y hostil, que no le da oportunidad alguna al hijo de ser sí mismo, se casa con un hombre dependiente y alfeñique, muy débil para defender al niño [...].  En estas familias el padre débil [...] se vuelve antagónico y hostil hacia los hijos porque desplaza el enojo que siente por la esposa hacia los hijos, ya que la esposa es demasiado fuerte para convertirse en un blanco.
Los roles pueden estar revertidos cuando el cónyuge dominante es el padre.  Arieti estaba convencido de que cada caso de esquizofrenia es representativo de situaciones humanas en que algo salió extremadamente mal.  “Si lo ignoramos, nos volvemos sordos al profundo mensaje que el paciente está tratando de transmitir”.  Por ejemplo, acerca de uno de sus pacientes Arieti declaró que “su adolescencia fue un crescendo de frustración, ansiedad y lesión a su autoestima”.  Arieti también mencionó el caso de un paciente catatónico que, después de introyectar la conducta devoradora de la madre, creía que al moverse causaría estragos. .C3.B3n_.28signos_y_s.C3.ADntomas.29 |catatonia]] no es una enfermedad biológica, sino más bien un trastorno de la voluntad.

## El mundo interior del esquizofrénico
En la tercera parte de Interpretación de la Esquizofrenia Arieti describe cómo a pesar de sus esfuerzos de mantenerse en la realidad, las defensas del paciente finalmente sucumben.  Cuando el paciente “no puede cambiar la insoportable situación respecto a él, tiene que cambiar la realidad”.  Arieti examina el mundo interno del esquizofrénico.  
Para Arieti, cuando un paciente declara que él es Jesús está compensando un sentimiento de extrema humillación en casa.  El esquizofrénico  paranoide, explica Arieti, recurre a la “causalidad teleológica” (animismo) para entender el mundo.  Arieti escribe que cualquier cosa que le ocurra al paciente es interpretado como deseado por alter ego del paciente. En la causalidad teleológica determinista, si los acontecimientos de la Naturaleza no fueran volitivos simplemente no ocurrirían.  En la proyección paranoide, el esquizofrénico saca de su yo una parte desagradable y la ve en el mundo.  En Interpretación de la Esquizofrenia Arieti ilustra toda la construcción teórica expuesta arriba con casos concretos de su experiencia clínica como psiquiatra. 
Arieti afirmaba que en cada caso de esquizofrenia que estudió encontró severa perturbación familiar.  Cuando el paciente idealiza al padre, la idealizada imagen del padre es mantenida en la mente del paciente a costa de una intolerable imagen de sí mismo.  Arieti especula que la psicosis solo inicia cuando la imagen malévola del padre se transforma “en un otro acosador”.  El padre o los alter ego del padre entran en la mente acusando al paciente de “niño malo” u otras acusaciones equivalentes en voces que solo el paciente adulto escucha.  
Desde los años 1980 hasta los principios del siglo XXI los modelos  biopsiquiátricos acapararon la profesión.  La investigación actual del trastorno se enfoca en la neurobiología.  Enfoques psicológicos de la esquizofrenia como el de Arieti son minoritarios.